# زاکاوچه ویلکیه
زاکاوچه ویلکیه (به لهستانی:  Zakałcze Wielkie) یک روستا در لهستان است که در گمینا بانگه مازورسکیه واقع شده‌است.